# Maison Pillaud
La maison Pillaud, bâti au XVIe siècle, est situé à l'angle de la rue de la Grosse-Horloge et de la rue du Temple à La Rochelle, en France. L'immeuble a été classé au titre des monuments historiques en 1923.

## Historique
Le bâtiment est classé au titre des monuments historiques par arrêté du 20 octobre 1923.

## Architecture

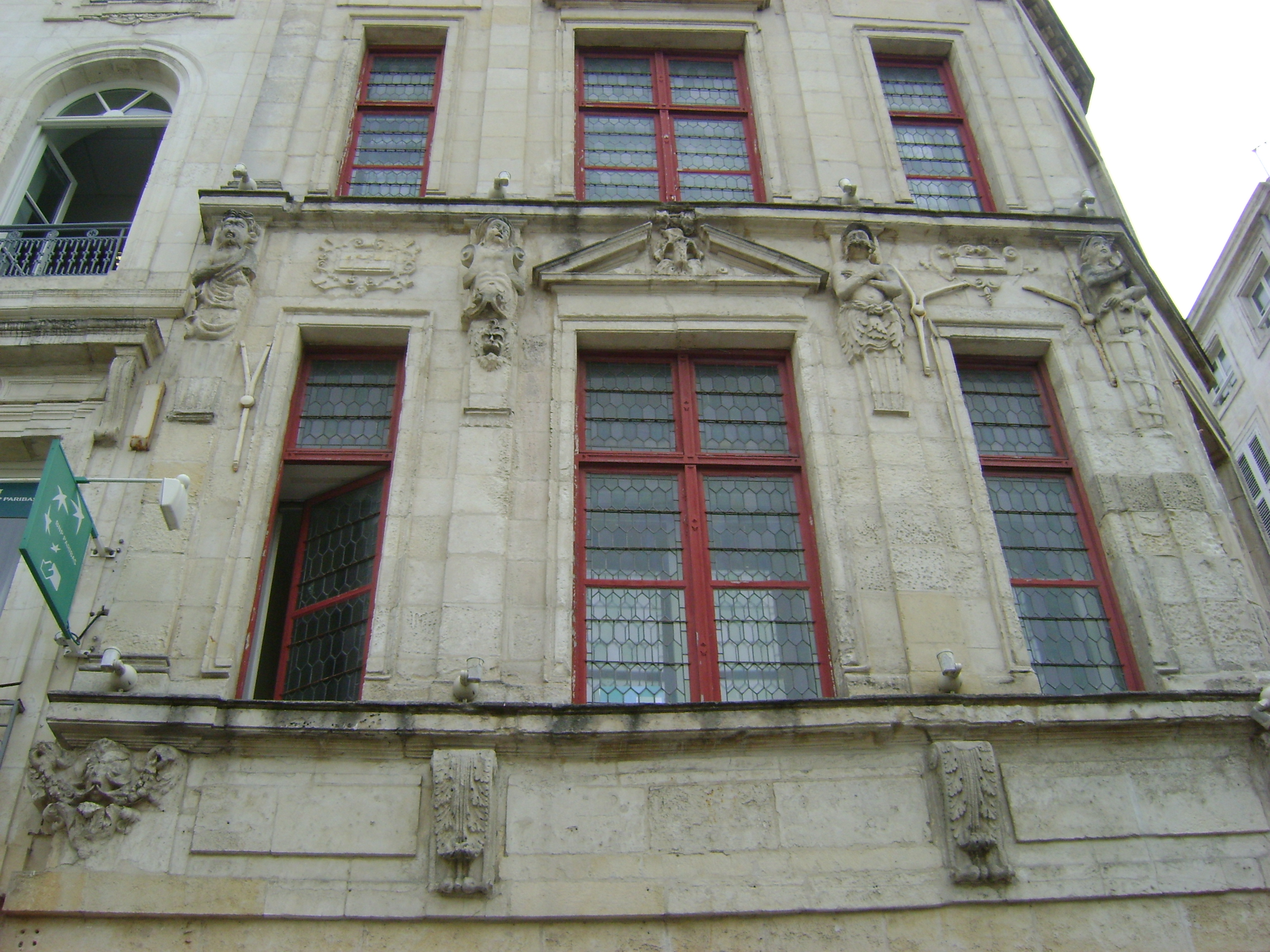
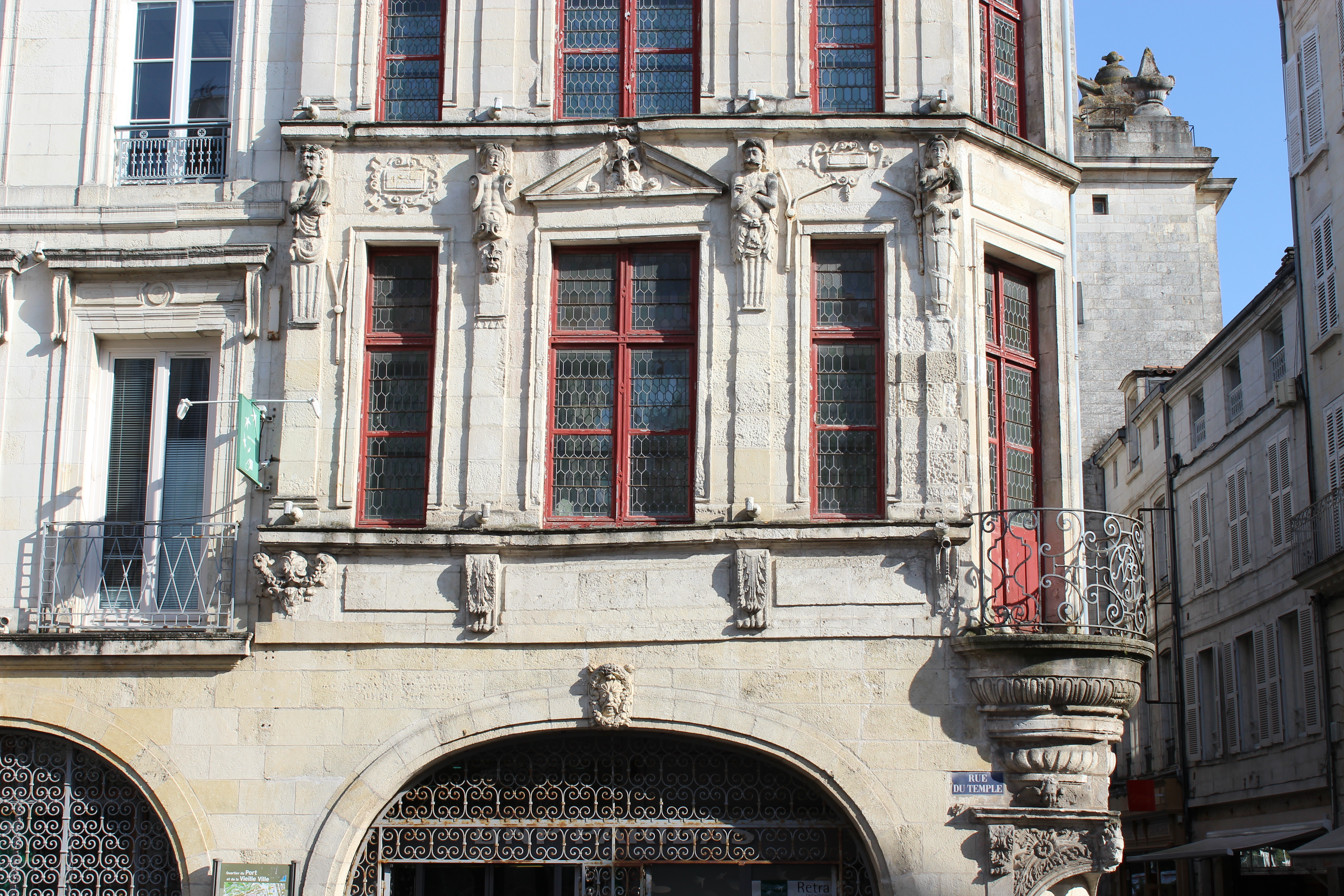
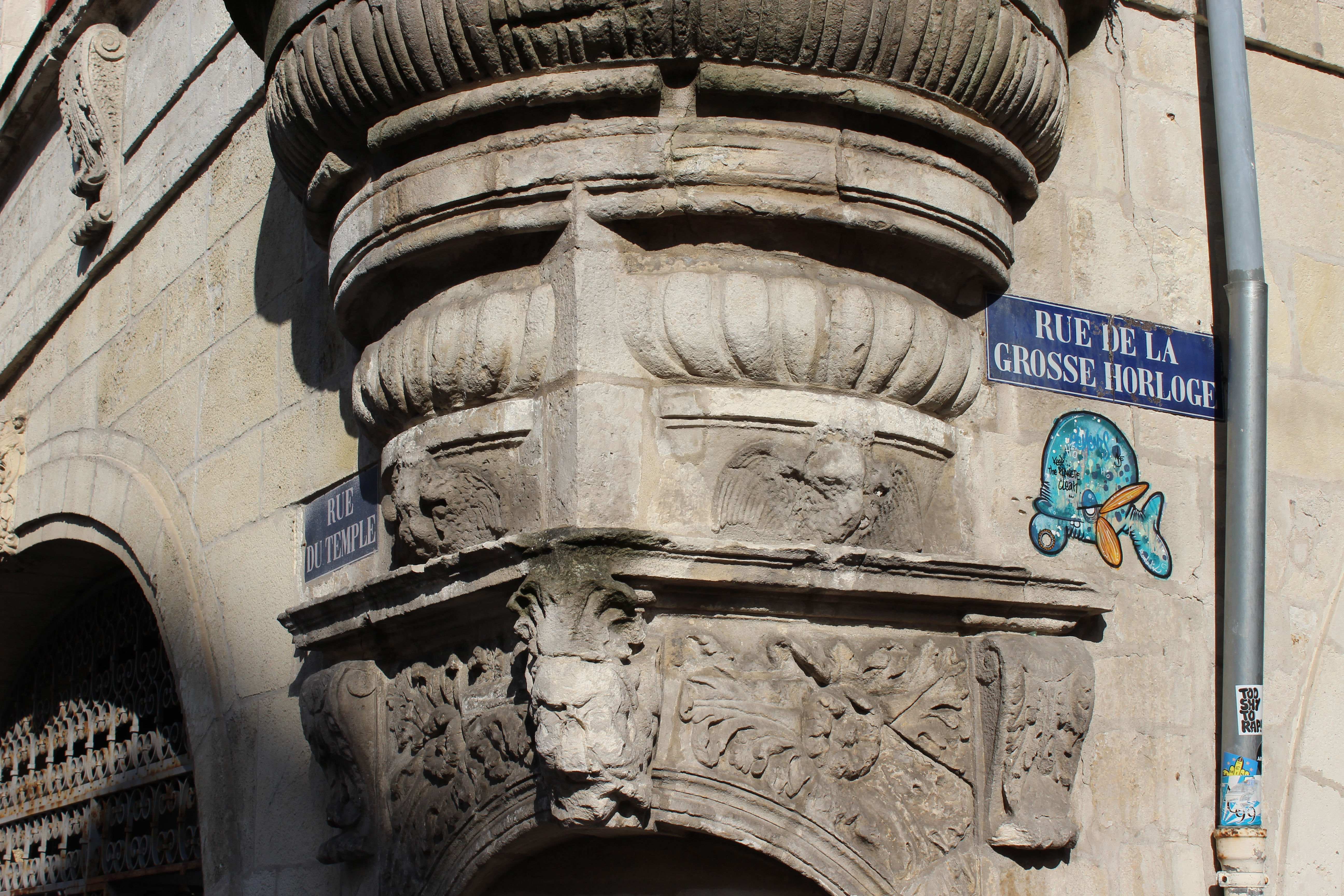
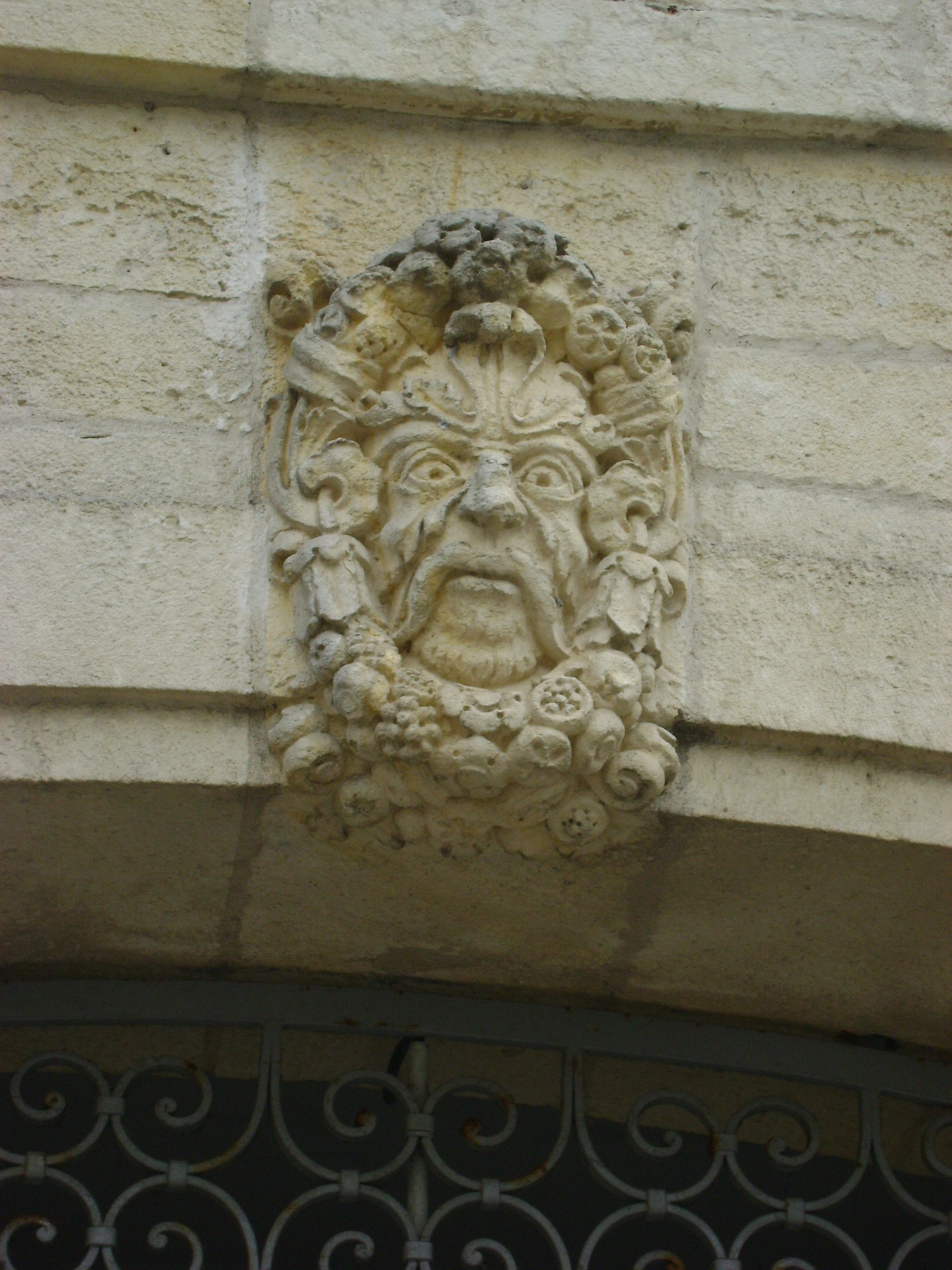